# Elecciones municipales de Santiago del Estero de 2022
Las elecciones municipales de Santiago del Estero de 2022 se realizaron el 7 de agosto. Ese día se eligieron intendentes en 26 municipios y 201 concejales. Estuvieron habilitados para votar 578.032 ciudadanos de los 45 circuitos electorales.
Los distritos de primera categoría renovaron, además de intendentes, 12 bancas de concejales, los de segunda categoría renovaron 9 legisladores y los de tercera categoría renovaron 6 legisladores.
Los únicos municipios que no realizaron elecciones fueron Clodomira y Villa Atamisqui, que tuvieron sus elecciones junto a las provinciales y legislativas nacionales de 2021.

## Resultados
|  | 43,5 % |

|  | 14,9 % |

|  | 13 % |

|  | 10,1 % |

|  | 3 % |

|  | 2,3 % |

|  | 0,02 % |

|  | 11,8 % |

|  | 97,2 % |

|  | 1,6 % |

|  | 1,2 % |

|  | 64,7 % |

|  | 100 % |